# La Cropte
 La Cropte  là một xã thuộc tỉnh Mayenne trong vùng Pays de la Loire tây bắc nước Pháp. Xã này nằm ở khu vực có độ cao trung bình 61 mét trên mực nước biển.
Sông Vaige tạo thành phần lớn ranh giới tây bắc, sau đó chảy theo hướng đông nam qua thị trấn.